# رود ژیلس
رود ژیلس (هلندی: Ruud Geels؛  ۲۸ ژوئیهٔ ۱۹۴۸ – ۱۸ نوامبر ۲۰۲۳) بازیکن فوتبال اهل هلند بود.

## باشگاهی
از باشگاه‌هایی که در آن بازی کرده‌است می‌توان به باشگاه فوتبال فاینورد، باشگاه فوتبال آژاکس آمستردام، باشگاه فوتبال کلوب بروخه، باشگاه فوتبال پی‌اس‌وی آیندهوون، باشگاه فوتبال اسپارتا روتردام، باشگاه فوتبال اندرلشت، و باشگاه فوتبال گو اهد ایگلز اشاره کرد.

## تیم ملی
وی همچنین در تیم ملی فوتبال هلند بازی کرده‌است.